# Lũ lụt Queensland 2010–2011
Lũ lụt tại Queensland là một loạt các trận lũ ở Úc, bắt đầu từ tháng 12 năm 2010, chủ yếu ở bang Queensland và thành phố thủ phủ bang Brisbane. Đợt lũ lụt đã buộc di tản hàng ngàn người từ các thị trấn và thành phố  Có ít nhất 31 thị xã và hơn 200.000 người đã bị ảnh hưởng  Thiệt hại ước tính ban đầu khoảng 1 tỷ đô la Úc. Ước tính thiệt hại và thu nhập bị mất là khoảng 13 tỷ đô la Úc.
Ba phần tư bang Queensland được tuyên bố là một khu vực chịu thiên tai.

## Bối cảnh
Đợt lũ lụt này là một kết quả của lượng mưa cao do cơn bão nhiệt đới Tasha kết hợp với một vùng áp suất thấp trong đợt cao điểm của hiện tượng La Niña. Đợt La Niña 2010 gây ra điều kiện ẩm ướt hơn vào phía đông Australia, là đợt mạnh nhất kể từ năm 1973. Tình trạng ngập lụt cô lập bắt đầu trên khắp các khu vực bang trong những ngày đầu tháng 12. Ngày 24 tháng 12 một đợt áp thấp gió mùa đi qua bờ biển từ Biển Coral, gây ra mưa rơi trong một dải rộng từ vịnh Carpentaria đến Gold Coast. Các điều kiện cũng đã dẫn đến một làn sóng lớn các loài rắn, cũng như một số cá sấu.
Đến ngày 30 tháng mười hai, khu vực rộng lớn của miền Nam và miền Trung Queensland, một khu vực có diện tích bằng Đức và Pháp cộng lại, đã bị ảnh hưởng bởi lũ lụt. Khoảng 300 con đường bị phong tỏa, trong đó có chín đường cao tốc chính. Tuyến đường sắt vận chuyển than đá đã bị đóng và nhiều khu mỏ bị ngập lụt. Lũ lụt đã làm tăng giá trái cây và rau quả.